# Egon Maximilian von Thurn und Taxis

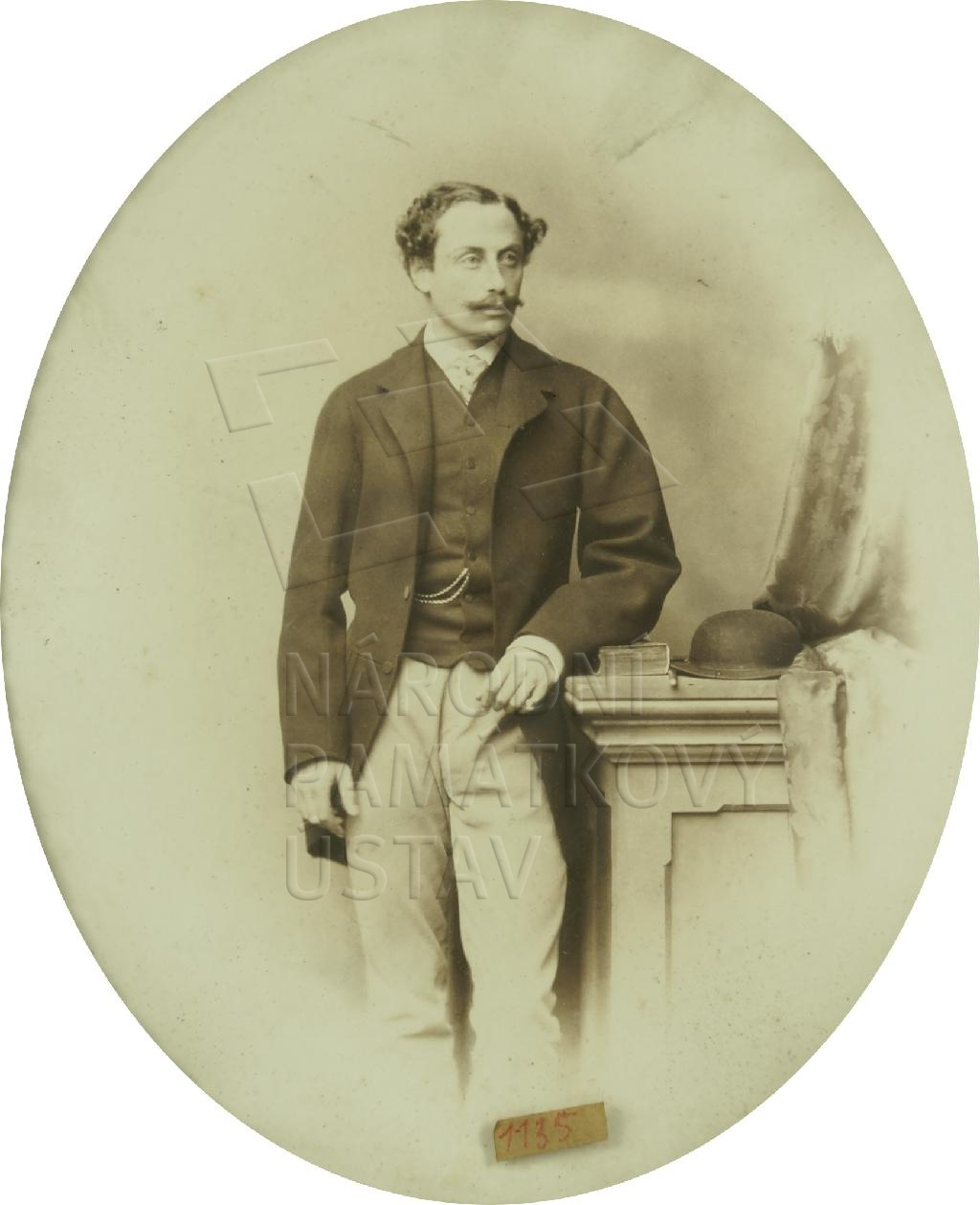
Egon Maximilian von Thurn und Taxis (1832–1892)

Egon Maximilian Lamoral von Thurn und Taxis (* 17. November 1832 in Regensburg; † 8. Februar 1892 in Wien) war Oberstleutnant der K. u. K. Monarchie Österreichs.

## Familie
Prinz Egon Maximilian war das dritte Sohn von Fürst Maximilian Karl von Thurn und Taxis (* 3. November 1802; † 10. November 1871) und seiner ersten Frau Reichsfreiin Wilhelmine von Dörnberg (* 6. März 1803; † 14. Mai 1835).
Der Vater Prinz Egons, Maximilian Karl, war von 1827 bis 1871 sechster Fürst von Thurn und Taxis und bis 1867 Leiter der privaten Thurn-und-Taxis-Post. Die Mutter des Prinzen starb früh. Wilhelmine, Freiin von Dörnberg (>Mimi<) war eine schöne und sanfte Frau, sorgte jedoch für Streitereien zwischen Maximilian Karl und seiner Familie.

## Leben

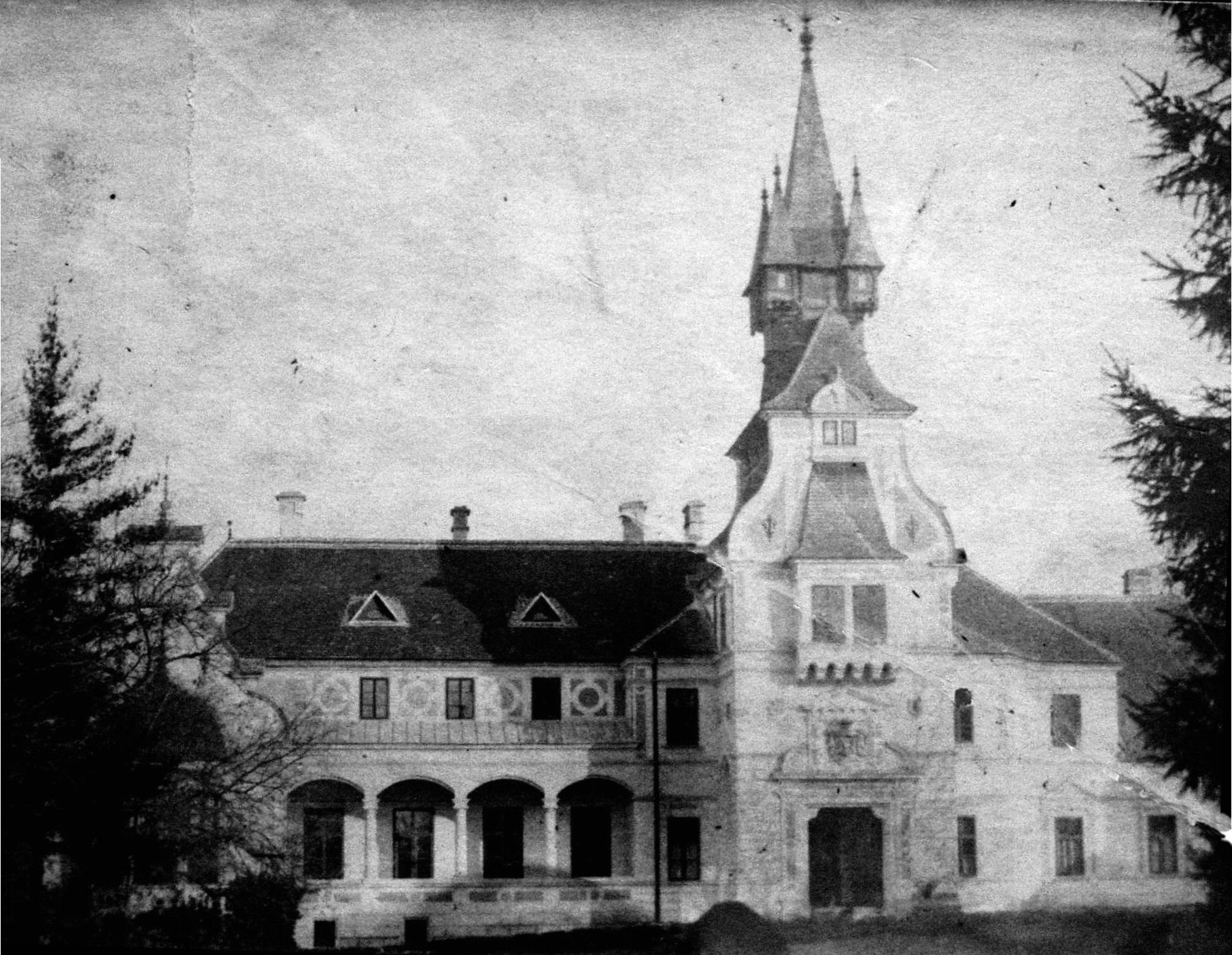
Schloss Bérbaltavár

Prinz Egon, der 1832 in Regensburg geboren worden war, lebte in Böhmen und auf dem ungarischen Schloss Bérbaltavár. Er war als begeisterter Sportsmann einige Jahre Master der berühmten Pardubitzer Jagd. Prinz Egon war ein beliebtes Mitglied der Familie und wie die Cousine Helene, spätere Kinsky und Hofdame der Kaiserin Sisi, ein Mitglied am Wiener Hof.
Er ging schon in jungen Jahren in die kaiserliche Armee, wurde bereits 1859 ältester zweiter Rittmeister im Dragoner-Regiment Nr.8 (Großherzog von Toscana). Er kämpfte mit Auszeichnung im Deutsch-Dänischen Krieg. Im Deutsch-Deutschen Krieg von 1866 war er bereits Oberstleutnant in Ulanen-Regiment Nr. 8. Im Gefecht bei Červená Hura stürmte er am 27. Juni mit dem Regimentskommandeur Oberst Heinrich Wurmbrand-Stuppach an der Spitze von zwei Eskadrons gegen vier preußische Eskadrons. Nach tapferen Kampf musste man sich unter dem Verlust von 16 Mann wieder zurückziehen.
Er starb 1892 in Wien.

## Ehe und Nachkommen
Am 11. November 1871 heiratete in Écska Viktoria Edelspacher de Gyoryok (* 11. Mai 1841; † 17. August 1895). Das Paar hatte drei Kinder:
- Maximilian Egon (1872–1920)
- Mathilde (1874–1912)
- Viktor Theodor (1876–1928), Ausgewandert in die USA ⚭ 1911 Lida Eleanor Nicholls